# Edwige Gwend

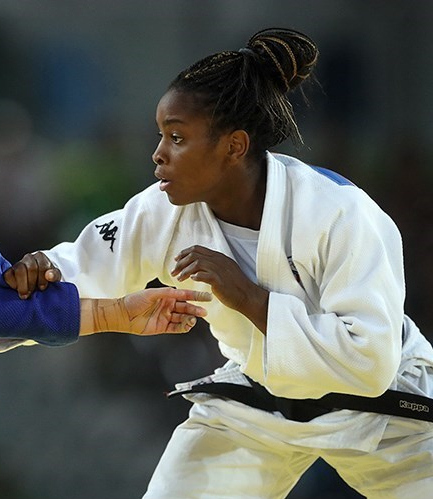
Edwige Gwend bei den Olympischen Spielen 2016

Edwige Jeanne Gwend (* 11. März 1990 in Edéa, Kamerun) ist eine italienische Judoka. Sie war 2010 Vize-Europameisterin im Halbmittelgewicht, der Gewichtsklasse bis 63 Kilogramm.

## Sportliche Karriere
Die 1,63 m große Edwige Gwend war 2008 Dritte der U20-Europameisterschaften, 2009 gewann sie den Titel. Bei den Europameisterschaften 2010 unterlag sie im Finale der Niederländerin Elisabeth Willeboordse. Die Italienerinnen gewannen den Mannschaftstitel. Ende 2010 siegte Gwend bei den U23-Europameisterschaften. Bei den Olympischen Spielen 2012 in London verlor sie ihren Auftaktkampf gegen die Chinesin Xu Lili.
2013 und 2014 belegte Gwend den fünften Platz bei den Europameisterschaften. Ebenfalls Fünfte war sie bei den Weltmeisterschaften 2014. Auch im Olympiajahr 2016 war Gwend Fünfte der Europameisterschaften. Bei den Olympischen Spielen 2016 in Rio de Janeiro besiegte sie in ihrem Auftaktkampf die Schwedin Mia Hermansson, in ihrem zweiten Kampf unterlag sie der Slowenin Tina Trstenjak. Im Oktober 2017 gewann Edwige Gwend das Grand-Slam-Turnier in Abu Dhabi. Im Sommer 2018 besiegte sie im Finale der Mittelmeerspiele in Tarragona die Tunesierin Meriem Bjaoui.

## Italienische Meistertitel
- Halbmittelgewicht: 2009, 2010, 2011, 2013, 2014, 2018